# ISO 3166-2:FJ
ISO 3166-2:FJ是斐济ISO 3166-2的代碼，是国际标准化组织发布的ISO 3166标准的一部分，该标准为ISO 3166-1中所有国家的行政區（例如省或州）分配代码。目前，斐济为該國3個區、一個島分配了ISO 3166-2代码。每个代码由两部分组成，用一个连字符隔开。第一部分是FJ，第二部分是一个字母。

## 代码
| FJ-C | 中部     |
| FJ-E | 东部区   |
| FJ-N | 北部区   |
| FJ-W | 西部区   |
| FJ-R | 罗图马岛 |